# Capriana
Capriana est une commune italienne d'environ 600 habitants située dans la province autonome de Trente dans la région du Trentin-Haut-Adige dans le nord-est de l'Italie.

## Administration
| Période                                  | Période | Identité | Étiquette | Qualité |
| ---------------------------------------- | ------- | -------- | --------- | ------- |
|                                          |         |          |           |         |
| Les données manquantes sont à compléter. |         |          |           |         |

### Hameaux
Carbonare, Maso Bait, Maso Doss, Maso Lio

### Communes limitrophes
Les communes limitrophes sont  Altavalle, Anterivo, Castello-Molina di Fiemme, Montagna sulla Strada del Vino, Salorno sulla Strada del Vino, Sover, Trodena nel parco naturale et Valfloriana.